# 崔正禮
崔 正禮（Choi Jeong Rye、チェ・ジョンネ、1955年 - 2021年1月16日）は、韓国の詩人。京畿道華城市出身。

## 略歴
1955年、京畿道華城市に生まれる。
高麗大学校国語国文学科を卒業し、中･高校の教師を務めた。1990年『現代詩学』に『번개(稲妻)』を発表し、作品活動をスタートした。
崔の詩は主に時間と記憶に関する省察から始まる。記憶と時間の破片から自分の知らなかった、また忘れていた自分の実在を導き出すことや、その中で自分を理解することが他人とこの世界を理解する一つの方法になる。崔の詩語は単純に見えるが熾烈で、また崔の詩からは生の根本的な荒涼さと孤独を感じることができる。

## 年譜
- 1955年、京畿道華城市に生まれる[4]。
- 1999年、第10回金達鎮文学賞受賞。
- 2003年、第10回梨樹文学賞受賞。
- 2007年、第52回現代文学賞受賞。
- 2012年、第14回白石文学賞受賞。

## 代表作品
- 1994年、내 귓속의 장대나무숲(私の耳の中の長い木の林)[5]
- 1998年、햇빛 속에 호랑이(光りの中の虎)
- 1999年、돌멩이와 서정시(小石と叙情詩)
- 2001年、붉은 밭(赤い畑)